# دستور هولندا

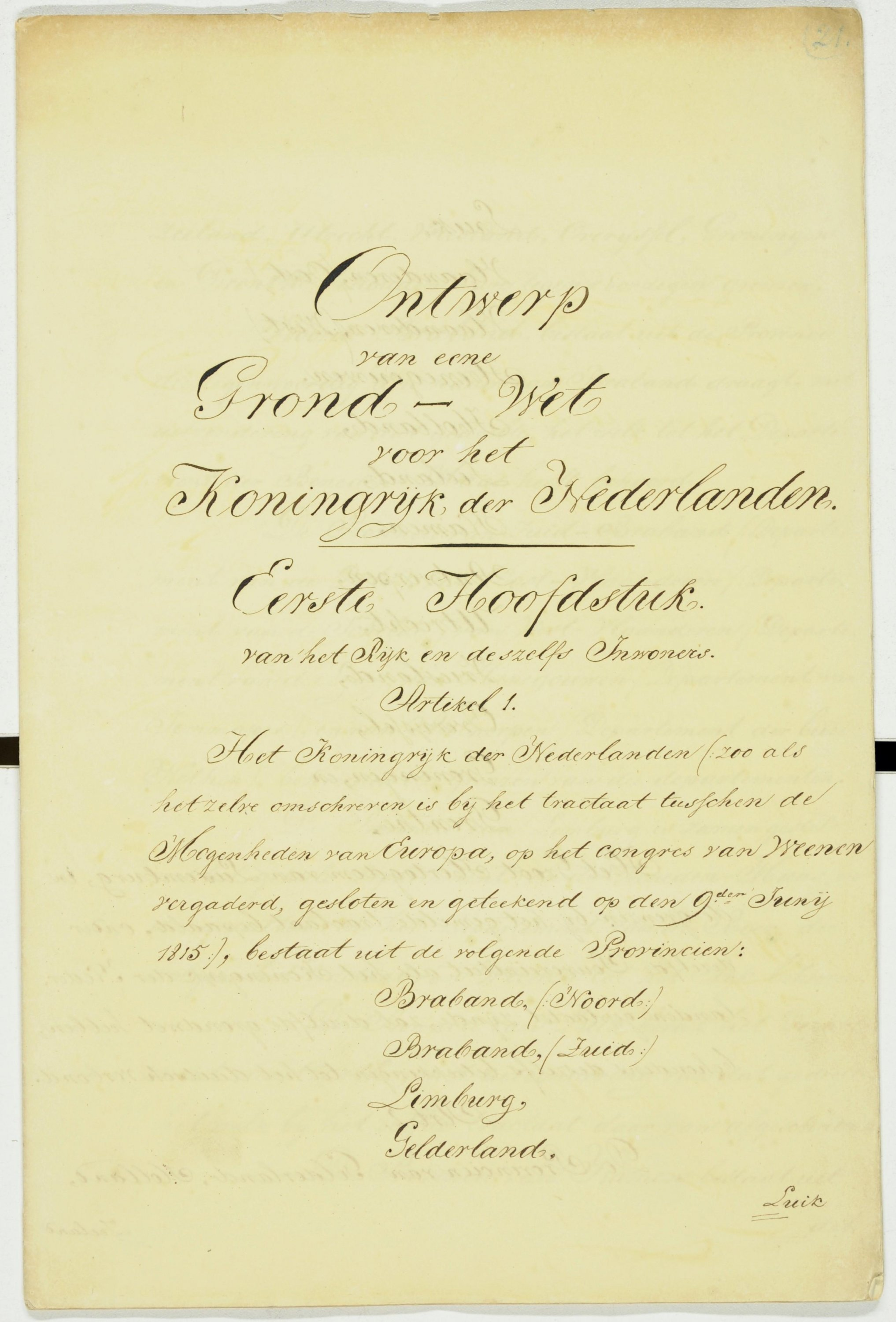

دستور مملكة هولندا (بالهولندية: Grondwet voor het Koninkrijk der Nederlanden) هو أحد الوثيقتان الأساسيتان اللَّتان تحكمان مملكة هولندا كما أنه القانون 
الأساسي للإقليم الأوروبي من مملكة الأراضي المنخفضة. وينظر إلى الدستور الحالي على أنه مشتق مباشرةً من الدستور الصادر عام 1815، والذي شكل الملكية الدستورية. أرست مراجعة عام 1848 للدستور نظاماً للديمقراطية البرلمانية. تم ابتداء مراجعة رئيسية للدستور عام 1983، وإعادة كتابة النص بشكل شبه كامل مع إضافة حقوق مدنية جديدة. كان النص رصين جداً وخال من العقيدة القانونية أو السياسية. وقد تتضمن وثيقة حقوق.

## النص الكامل للدستور
- النسخة الهولندية على ويكي مصدر
- UNIBE.ch - نسخ عام 1989 وعام 1972 (بالإنجليزية)، جامعة برن
- نص الدستور على موقع الحكومة الهولندية (بالهولندية)